# 约瑟夫·米内尔
约瑟夫·米内尔（德語：Josef Miner，1914年7月15日—1944年），德国男子拳击运动员。他曾代表德国参加1936年夏季奥林匹克运动会拳击比赛，获得男子126磅级铜牌。他在第二次世界大战期间去世。